# Bhagaván Nityananda
Bhagaván Nityananda (1897 - 8 de agosto de 1961) También conocido con los nombres de "Bagaván Nityananda de Ganeshpuri" o "Bade Baba" fue un santo y Yogui hindú, Gurú del famoso Swami Muktananda.

## Primeros años
Bhagaván Nityananda fue abandonado cuando era un bebé y fue rescatado por la pareja conformada por Uniamma y Chathu Nair, ambos de la aldea de Trunei, en el estado de Kerala, India. Ellos le dieron el nombre de Raman y le otorgaron su propio apellido. La familia Nair era campesina y cuidaban las tierras de un rico abogado llamado Ishwar Iyer. Los padres adoptivos de Nityananda fallecieron pronto, quedando huérfano cuando él tenía 6 años. El abogado Ishwar Iyer cuidó a Nityananda hasta que él creció.
Según lo cuentan algunos de sus discípulos, como Swami Muktananda, Nityananda comenzó a viajar a los Himalayas y el norte de India y de nuevo se estableció en el sur de India hacía el año de 1920.

## Vida adulta
Bhagaván Nityananda se estableció en el sur de India y se le hizo fama de hacer milagros y curaciones milagrosas. Sus discípulos cuentan que Nityananda estaba construyendo una vez un Ashram en Kanhangad, Kerala y entonces, se dice, que le aparecía el dinero suficiente para pagar a los albañiles. Parte de esta anécdota es que Nityananda llevó a un pantano infestado de cocodrilos a los policías que lo seguían por presumir de él que era un falsificador de dinero.
Los trabajadores locales recibían su paga al final de cada día. Swami Janananda recordó que el capataz solía recibir la indicación de recoger el dinero debajo de un árbol, donde encontraba la suma exacta requerida para pagarles a todos. Pero a veces los trabajadores hacían una fila ante Nityananda. Abriendo y cerrando el puño vacío, dejaba en la mano de cada trabajador el salario exacto que le correspondía a cada uno.

Un día, llegó una delegación de autoridades locales y le preguntaron por el origen de este dinero. Sin decir una palabra, Nityananda los llevó al campo anegado al lado de la roca, se metió en el agua, y salió con una bolsa llena de dinero. Dijo a los hombres asombrados que un cocodrilo en el fondo siempre le suministraba la cantidad que necesitaba. Luego agregó que eran libres de buscar por sí mismos; si no, se ofreció a traer a la bestia para que la vieran.

## Gurú y místico
De Nityananda se dice que era un Shaktipat Guru, es decir, un maestro capaz de despertar a energía Kundalini de sus discípulos. Se le atribuye el libro llamado "Chidakasha Guita", que en realidad es una colección de aforismos transcritos por Tulsi Amma, una de sus discípulas.
Datan de principios de la década de 1920 en Mangalore, cuando los devotos se reunían alrededor de Nityananda cada tarde, sentados en silencio. En ocasiones, sin embargo, Nityananda hablaba en un estado de trance, y finalmente, los devotos comenzaron a tomar nota de sus palabras. Debemos recordar que los muchos transcriptores hablaban diferentes dialectos y contaban con diferentes niveles de educación. A veces, sus palabras no eran registradas hasta después de que Nityananda había dejado de hablar, más tarde por la noche. Años después estas notas, en sus diversos formatos y lenguas, fueron recopiladas por una perseverante devota y publicadas en idioma canarés. También han aparecido otras traducciones y versiones en varias lenguas y dialectos, incluyendo tres versiones en inglés.

El lector no debe estudiar estos sutras con la intención intelectual de tratar de entender cada palabra. Hacerlo así sería perder el espíritu de nuestro emprendimiento.
A partir de 1936 se estableció en Ganeshpuri, Maharashtra. Allí pidió asilo a la familia que cuidaba el templo de Shiva y ellos le construyeron una pequeña cabaña a un lado del templo. Fue en Ganeshpuri donde Swami Muktananda lo conoció y vivió con él hasta la muerte de Nityananda.
Nityananda no era una persona que hablara demasiado, según los relatos de quienes lo conocieron. Ocasionalmente hablaba y enseñaba a sus discípulos.
De acuerdo con sus discípulos, se desconoce quién fue el Guru de Bhagaván Nityananda.